# Brian Lenihan
Brian Patrick Lenihan, född 17 november 1930 i Dundalk, död 1 november 1995 i Dublin, var en irländsk politiker (Fianna Fáil). Han var Irlands utrikesminister 1973, 1979–1981 och 1987–1989. Han var far till Brian Joseph Lenihan som var Irlands finansminister 2008–2011.
Lenihan var ledamot av Dáil Éireann, underhuset i Irlands parlament, 1961–1973 och från 1977 fram till sin död. Han var ledamot av överhuset Seanad Éireann 1957–1961 och 1973–1977.